# Pertusaria confluentica
Pertusaria confluentica är en lavart som beskrevs av Jariangpr. & Elix. Pertusaria confluentica ingår i släktet Pertusaria och familjen Pertusariaceae.   Inga underarter finns listade i Catalogue of Life.